# Aconitum hamatipetalum
Aconitum hamatipetalum är en ranunkelväxtart som beskrevs av Wen Tsai Wang. Aconitum hamatipetalum ingår i släktet stormhattar, och familjen ranunkelväxter. Inga underarter finns listade i Catalogue of Life.